# Neritos cybar
Neritos cybar là một loài bướm đêm thuộc phân họ Arctiinae, họ Erebidae.